# Svart dvärgmal
Svart dvärgmal (Ameiurus melas) är en fiskart i familjen dvärgmalar (Ictaluridae) som ursprungligen kommer från Nordamerika, men som inplanterades i Europa på 1800-talet.

## Utseende
Den svarta dvärgmalen är brun med påtagligt ljusare, mer eller mindre gul undersida. Huvudet har 8 skäggtömmar: två par på underkäken, ett par ovanpå nosen och en på vardera kinden. Fisken har fettfena. Längden är i regel mellan 20 och 30 cm och vikten omkring 3,6 kg. Exemplar på 66 cm längd har dock påträffats.

## Vanor
Fisken har inte särskilt höga krav på sin livsmiljö utan kan leva i förorenade och dåligt syresatta vatten. Den tål en surhet i vattnet på mellan pH 6,5 och 8 och en temperatur upp till 30 °C. I sitt ursprungsområde, Nordamerika, lever den framför allt i kärr, i dammar med dybotten och i åar. i Europa finns den i större och mindre vattendrag, sjöar och dammar.
Arten är nattaktiv, och livnär sig framför allt på ryggradslösa djur som insekter och insektslarver, maskar, kräftdjur och blötdjur, men vuxna individer kan även ta mindre fiskar och fiskrom.

### Fortplantning
Fisken leker mellan maj och juli, då honan bygger ett bo på mjuk botten i närvaro av hanen. Hon lockar sedan denne till boet, där hon lägger mellan 2 000 och 3 800 ägg. Hanen tar sedan över skötseln, och vaktar boet tills äggen kläcks efter drygt en vecka. Även som nykläckta stannar ynglen nära fadern i upp till två veckor. Arten blir könsmogen vid omkring 2 års ålder, och kan leva i åtminstone 5 år i det fria, omkring 10 år i fångenskap (den förekommer som akvariefisk).

## Utbredning
Den svarta dvärgmalen finns ursprunglig i Nordamerika från Stora sjöarna till norra Mexiko. Den blev inplanterad i Europa i slutet av 1800-talet, och finns från Spanien och Frankrike, Mellaneuropa, Sydöstengland, Norge, Ryssland, Danmark och södra Finland.
Under september 2014 påträffades en reproducerande grupp svart dvärgmal i en vattenfylld grustäkt i närheten av Närkes Kil. Fisken betraktas som en invasiv art, och Länsstyrelsen i Örebro län har beslutat fylla igen grustäkten för att försöka utrota denna i Sverige enda kända population.